# Bavlí
Bavlí o Bavly (ruso: Бавлы; tártaro: Bawlı) es una localidad tártara localizada cerca del río Bavlí (afluente del río Ik), a 369 km de Kazán. Contaba con 22.939 habitantes en 2002, según el censo ruso. Fundada en 1755, consiguió el estatus de asentamiento urbano en 1950 y de ciudad en 1998. 